# Alexander (métro de Rotterdam)
Pour les articles homonymes, voir Alexander.
Alexander est une station de la section commune à la ligne A et la ligne B du métro de Rotterdam. Elle est située dans le centre de l'arrondissement Prins Alexander sur la commune néerlandaise de Rotterdam au Pays-Bas.
Mise en service en 1983, c'est une station de correspondance avec la gare de Rotterdam-Alexander, desservie par des trains Nederlandse Spoorwegen (NS), avec qui elle partage l'entrée principale et les installations d'accueil.

## Situation sur le réseau

Plan du métro.

Établie en surface, Alexander, est une station de passage et de correspondance de la section de voie commune entre la ligne A et la ligne B du métro de Rotterdam. Elle est située entre la station, de la section commune, Graskruid, en direction du terminus nord de la ligne A Binnenhof ou du terminus nord de la ligne B Nesselande, et la station de la section commune Oosterflank, en direction du terminus sud-ouest de la ligne A Vlaardingen-West ou du terminus sud-ouest de la ligne B Hoek van Holland-Haven,,.
Situé en surface, la ligne du métro coupe à angle droit la ligne des trains située en viaduc.

## Histoire
La station Alexander est mise en service le 28 mai 1983, lors de l'ouverture à l'exploitation du prolongement de la ligne Est-Ouest (nl) de Capelsebrug au nouveau terminus Binnenhof, dans le quartier Ommoord (nl).

## Services aux voyageurs

### Accès et accueil
Située Prins Alexanderlaan 44, 3086PR Rotterdam, la station, qui partage un accès avec la gare de Rotterdam-Alexander (située au-dessus) dispose d'automates pour la recharge ou l'achat de titres de transport et d'abris sur ses quais latéraux. Elle est accessible aux personnes à la mobilité réduite.

### Desserte

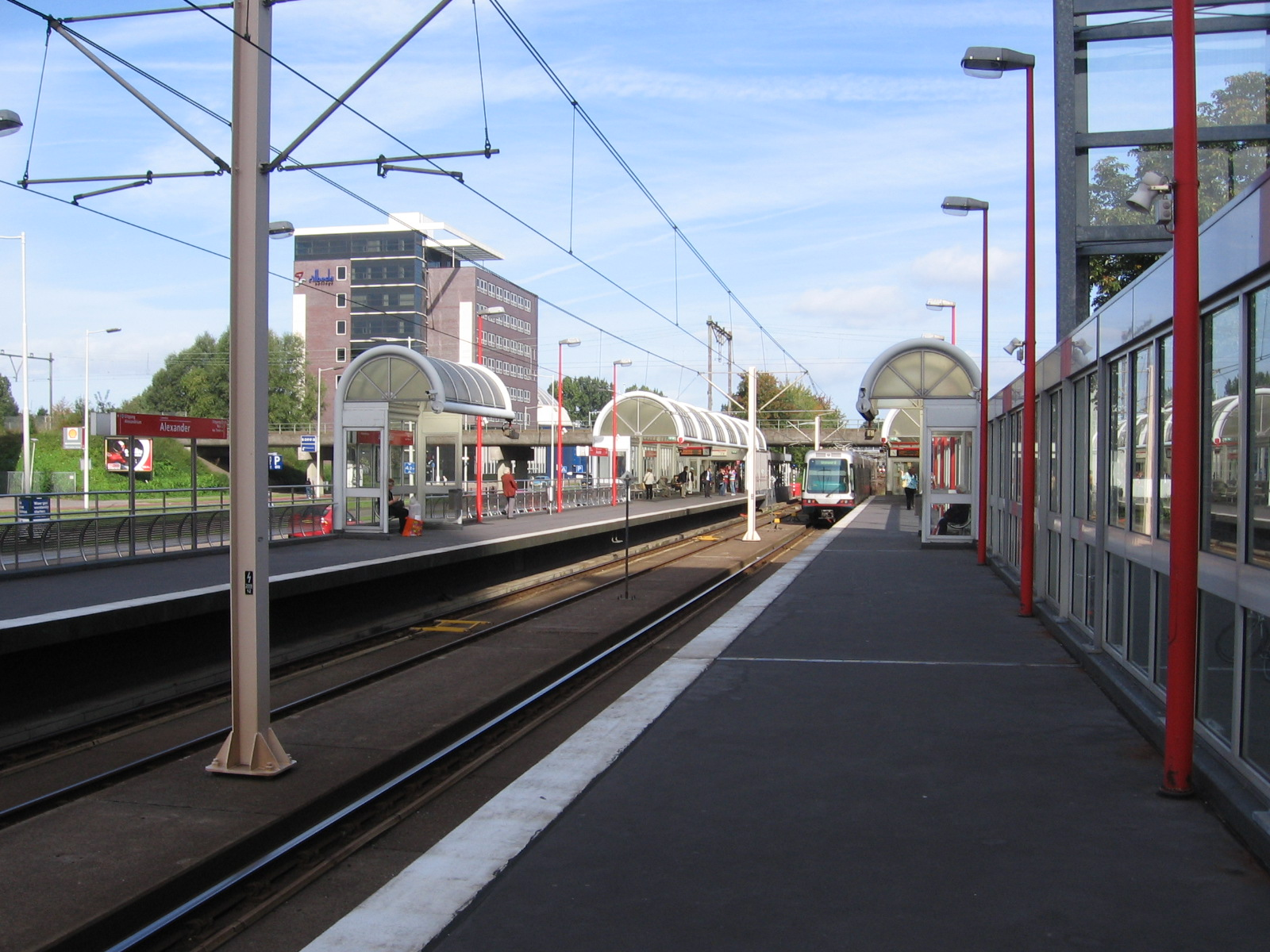
La station du métro.

Elle est desservie par les rames qui circulent sur la section commune à la ligne A et à la ligne B.

### Intermodalité
Elle est en correspondance avec la gare de Rotterdam-Alexander desservie par des trains Nederlandse Spoorwegen (NS) et avec des arrêts de bus desservis par les lignes 30, 31 et 36.
Pour faciliter les échanges le site dispose, d'une station Vélos en libre-service OV-fiets, de parcs pour les vélos  et de parking pour les véhicules.